# David Beatty, 1. jarl Beatty
David Beatty, 1. jarl Beatty (17. januar 1871 – 11. marts 1936) var en britisk admiral, der var kendt for sin rolle under en række søslag under første verdenskrig bl.a. Søslaget ved Jylland, og som marineminister fra 1919 til 1927.
Han var den yngste ikke kongelige admiral siden Lord Nelson. Han trak sig i 1927 tilbage og blev adlet som jarl.